# 超特急ファミリーマッチ
『超特急ファミリーマッチ』（ちょうとっきゅうファミリーマッチ）は、一部フジテレビ系列局で放送された東海テレビ製作のクイズ番組である。カレー食品メーカー・オリエンタルの一社提供。製作局の東海テレビでは1972年7月2日から1974年3月31日まで放送。

## 概要
1972年3月15日に山陽新幹線が新大阪駅から岡山駅まで開通したことを記念して開始した、家族対抗形式のクイズ番組。前期では2チームが参加し、「名古屋駅」をスタートラインにして、「東京駅」または「岡山駅」まで目指す内容だったが、後期では4チームが参加し、「東京駅」をスタートラインにして「岡山駅」まで目指す内容に変更された。
1972年10月1日からはフジテレビでも放送されるようになった。

## 放送時間
- 日曜 11時00分 - 11時30分 (JST)

※1973年10月の時点では、上記と同時刻に右記の局でも放送されていた。フジテレビ・関西テレビ・テレビ静岡・岡山放送・長野放送

## 出演者

### 司会
- 青空千夜・一夜（初代）
- 大野しげひさ（2代目）

### その他出演者
- 小野俊和（当時東海テレビアナウンサー）

## 千夜・一夜時代のルール
- 出場者は、3名で構成された一般家族が2チーム。
- 「東」「西」に分かれた両チームは、「名古屋駅」をスタートラインにして開始。
- 早押し問題で正解した方は、（画面向かって）右のチームは「東京駅」目指して、左のチームは「岡山駅」目指して1駅進む。
- 誤答は、どのチームも「名古屋駅」に戻される。
- 早く目的地に到着したチームが優勝、豪華賞品を獲得。
- 一方の負けチームは、「賞金8千円」か「ルーレット」かを選択、「ルーレット」を選択した時は、スタジオに出されたルーレットを回し、出た賞品を獲得する。

## 大野時代のルール
- 出場者は一般家族が4チーム（引き続き3名で構成）。
- まずクイズを始める前に、各チームは10個あるジャンルの中から1つ選ぶ。
  - 各ジャンルは20問ずつ有り、全問使い切ったら、そのチームのジャンルは自動的に「ノンセクション」となる。
- 全チームは「東京駅」をスタートラインにして開始。
- 早押しで正解したチームは、自分のジャンル問題なら2駅進み、他のジャンルの問題なら1駅進む。
- 誤答の時は、「東京駅」から「京都駅」までの時は「東京駅」に、「新大阪駅」から「相生駅」までの時は「新大阪駅」にそれぞれ戻される。
- こうして「岡山駅」に到着したら、頭上から大量の紙吹雪と風船が舞い、チーム全員にグアム島旅行が贈られる。
- もし制限時間内に「岡山駅」到着チームが出なかった時は、最終的に遠くへ行ったチームに「トップ賞」が贈られる。
- また番組末期より、トップ以外のチームで特にインパクトの有ったチームには、週替わりの「ズッコケ賞」が贈られる（例：「グアム島」ならぬ「ガム10」で、「チューインガム10個」）。

## ルート
1. 東京駅（大野しげひさ司会時のスタート駅で、全員がこれより下の駅を目指した）
2. 新横浜駅
3. 小田原駅
4. 熱海駅
5. 三島駅
6. 静岡駅
7. 浜松駅
8. 豊橋駅
9. 名古屋駅（千夜・一夜司会時のスタート駅で、一方のチームはこれより上、もう一方はこれより下の駅を目指した）
10. 岐阜羽島駅
11. 米原駅
12. 京都駅
13. 新大阪駅
14. 新神戸駅
15. 西明石駅
16. 姫路駅
17. 相生駅
18. 岡山駅

※番組放送当時、現在の新幹線駅のうち品川駅・新富士駅・掛川駅・三河安城駅および岡山駅以西は供用開始および開業前であった。

## 補足
- 番組の前半と後半の間には、スポンサーのオリエンタル製品を使った料理を作るコーナーが有った。
- 番組のラストには、視聴者への投稿クイズ「宿題クイズ」が有った。
- 東海テレビにおけるオリエンタル一社提供枠は、1974年3月にこの番組が終了した後に10時00分 - 10時30分に移動。同枠で1974年4月7日より、子供向け公開バラエティ『オリエンタルなんでも入門』がスタートした（1975年1月26日まで、司会:桂文珍）。